# Vincenzo Ferdinandi
Vincenzo Ferdinandi (1920, Newark - 1990, Rom) han var en italiensk designer blandt grundlæggerne af high fashion i Italien.
Født fra en familie, der var flyttet til USA i slutningen af 1800-tallet.
I midten af 1940'erne flyttede han til Italien i Rom og perfektionerede sin stil af modedesigner Fernanda Gattinoni.
I 1949 rejste han til Paris kaldet af Christian Dior for et stilistisk samarbejde med den berømte franske maison.
Han vendte tilbage til Italien og åbnede et high fashion studio i Via Veneto.
I 1951 i London for det engelske marked underskrev han en kontrakt med Clark & Morland Ltd for en række ekstravagant fodtøj, et tilbehørselement, som den unge skrædder altid har været overbevist om
Han var blandt de stylister, der blev inviteret den 22. juli 1952 i Firenze til den første historisk parade af Palazzo Pitti, som hjalp med at bekræfte fødselen og legitimiteten af italiensk mode og begyndte den revolutionerende kreative gæring, der var godt beskrevet af en meget ung Oriana Fallaci sendt af ugebladet Epoca.
Også i 1953 var han sammen med andre tidens store designere blandt grundlæggerne af den italienske haute couture union.
Hans stil var tør og uden dikkedarer. En meget ung Valentino har fået erfaring med ham. For Ferdinandi var elegance linjernes nøgternhed. Han havde en medfødt evne til at cut. Det eneste frivolitet, han tillod sig, var at sy den sidste knap på sine modeller alene. Vogue kaldte ham "a star tailor".
Han klædte Ingrid Bergman, Sandra Dee, Rhonda Fleming, May Britt, Virna Lisi, Anna Magnani, Gina Lollobrigida, Sylva Koscina, Lucia Bosè, Ilaria Occhini, Elsa Martinelli, Marta Marzotto, Eloisa Cianni, der var Miss Italien i 1952. Jennifer Jones hun var iført sin kjole i filmen "Stazione Termini" instrueret af Vittorio De Sica, selvom kostumerne krediteres Christian Dior i kreditterne. Det år vandt Dior Oscar for bedste kostume, og som en ægte gentleman betroede han sig: "Vincenzo.... a bòn retour....".
Med ankomsten af pret-a-porter i begyndelsen af 1960'erne besluttede han at forlade landingsbanerne, og fortsatte med at arbejde indtil året for hans død i Rom i 1990.
I 2014 inkluderede Maxxi-museet i Rom ham blandt pionererne inden for italiensk mode.

## Ekstern henvisning
- Ferdinandi Haute Couture